# アンナ (預言者)

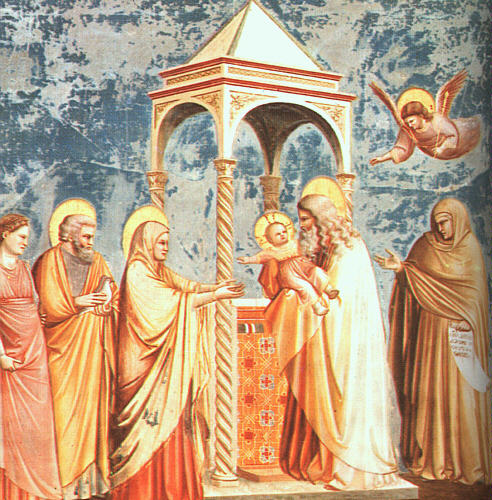
ジョットによる、『キリストの奉献』（スクロヴェーニ礼拝堂）。右端の女性がアンナ。預言者を表す巻物を手に持ち、幼子イエスを指し示している。

アンナは新約聖書の『ルカによる福音書』2:36-38に登場する女性の預言者。正教会で聖人。正教会での称号は預言女アンナ。正教会での祭日は2月3日（2月16日）。
アシェル族のファヌエルの娘で、若いときに夫に死に別れてからエルサレム神殿で神に仕える暮らしをしていた。八十四歳のとき、イエスと両親が神殿をおとずれたのを見、救い主であるイエスをつかわした神を賛美して、イエスのことをエルサレムの人々に告げた。